# ネパール語
ネパール語（ネパールご、英: Nepali）は、ネパール、ブータン、インドのシッキム州やミャンマーの一部で話されるインド語派の言語である。

## 概要
ネパール語はネパール及びインドのシッキム州の公用語である。ネパール人口の約半数が母語とし、その他のネパール人は第二言語とするものが多い。またインドでも憲法の第8付則に定められた22の指定言語のひとつである。
ネパール語は東部ネパールからインドのウッタラーカンド州及びヒマーチャル・プラデーシュ州までの、ヒマラヤ山地の低層地にて話されているパハール語群の最東部の言語である。また特にネワール語（ネパール・バサ語）などのチベット・ビルマ語派のいくつかの言語との共通の単語も多く、チベット・ビルマ諸語の影響も受けている。
ネパール語はヒンディー語、ウルドゥー語とも近いが、保守的でありペルシャ語や英語からの借用語は比較的少なく、サンスクリット起源の単語が多い。

## 語源
元来、ネパール語は「カス・クラ（Khas Kura, ネパール語: खस कुरा）」（カス族の言葉）と呼ばれていた。カス族は『マハーバーラタ』にも登場するカサ族の末裔とされる。「カス・クラ」という呼称の直接的な由来は、西暦10世紀から14 世紀にかけてネパール西部を支配したカサ王国であり、ネパール語が成立したのもこの時期である。
ゴルカ朝のプリトビ・ナラヤン・シャハによるネパールの統一（1769年）以降、ネパール語は「ゴルカ語（Gorakhā Bhāṣā, ネパール語: गोरखा भाषा）」（グルカの言語）として知られるようになった 。「パハド（en:Pahad）」と呼ばれる丘陵地帯に住む人々は、ネパール語を「パルバテ・クラ（Parvate Kurā, ネパール語: पर्वते कुरा）」（山岳の言葉）と称していた。

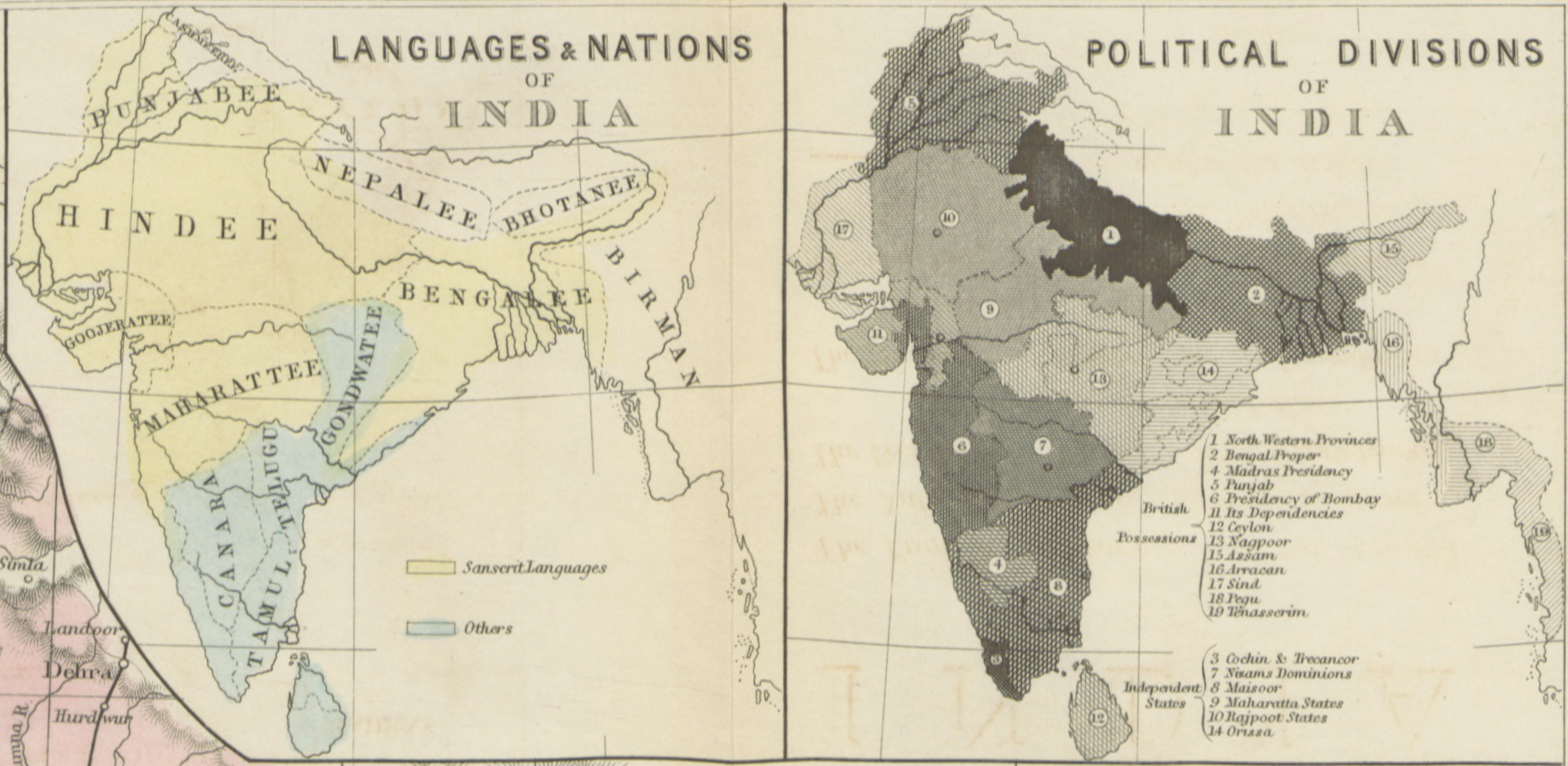
インド亜大陸の諸言語を描いた地図（1858年頃）。ネパール語は"Nepalee”として示されている。

現在、ネパール語の内名として定着している「ネパーリ（Nepali, नेपाली）」が、ネパール政府により公式に採用されたのは1933年のことである。ネパール語の振興を目的として1913年（B.S. 1970年）に設立された政府機関「ゴルカ語出版会（Gorkha Bhasa Prakashini Samiti）」（現在のサジャ出版）は、この年に「ネパーリ語出版会（Nepali Bhasa Prakashini Samiti）」と改名された。ただしそれ以前にも、ネパールの国民的英雄ジャヤ・プリトビ・バハドゥル・シンが「ネパーリ」という呼称を推奨していたように、非公式な場面では「ネパーリ」も使用されていた。なお、ネパールの旧国歌「スリマーン・ガンビール」の歌詞に現れる「ゴルカリ（Gorkhali, गोरखाली）」が「ネパーリ」に変更されたのは、1951年のことである。

## 歴史

### 起源と発展

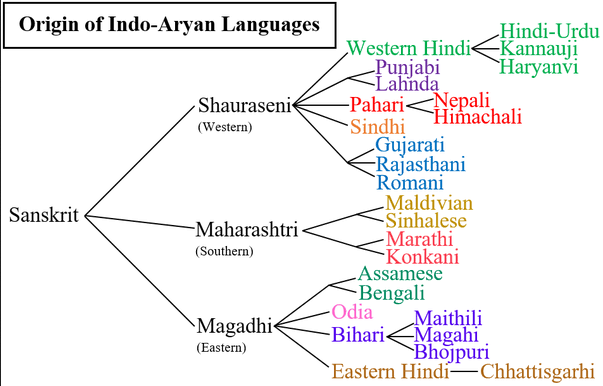
インド・アーリア語群の系統樹を簡略化したもの

ネパール語は、西暦10-14世紀の間ネパール西部を支配したカサ王国のインド・アーリア系「アパブランシャ」から発展した言語であり、その起源はプラークリット及びサンスクリットに求められる。カサ王国の滅亡後、カルナリ地方には二二諸国、ガンダキ地方には二四諸国が割拠するようになったが、現在通用するネパール語の変種変種は、 カス族がカルナリ水系の方面から東のガンダキ盆地へと大量移住したこの時期に生じたとされる。
ネパールの平地から丘陵地帯に及ぶ広大な領土を支配したセーナ王国時代には、ネパール語が共通語となり、平地で話される他のインド諸語（アワディー語、ボージュプリー語、ブラジュ・バーシャー語、マイティリー語）の影響を受けるようになった。その結果、古いネパール語が備えていた活用体系は単純化し、音韻体系も変化を被った一方で、新たな語彙が用いられるようになった。（セーナ王国の支配を受けなかった）カトマンズ盆地でも、ラクシュミーナラシンハ・マッラ及びプラターパ・マッラ治世下のネパール語碑文が発見されており、ネパール語話者がこの地でも増加していたことが窺える。

### 中期ネパール語
ネパール語の制度化が始まったのは、ゴルカ朝時代とされる。18 世紀のネパールの統一語、ネパール語は 王国の宮廷でも使用されるようになり、国家語としての地位を得た。中期ネパール語で書かれた初期の文学作品としては、ラーム・シャハ治世下の『ラーム・シャハ伝（Ram Shah ko Jivani）』（著者不明）が挙げられる。プリトビ・ナラヤン・シャハが晩年に記した『ディヴィヨーパデーシュ（en:Divyopadesh）』 （1774-75年ごろ）は、当時の古いネパール語方言を含んでおり、ネパール文学において初めての随筆と見做されている  。

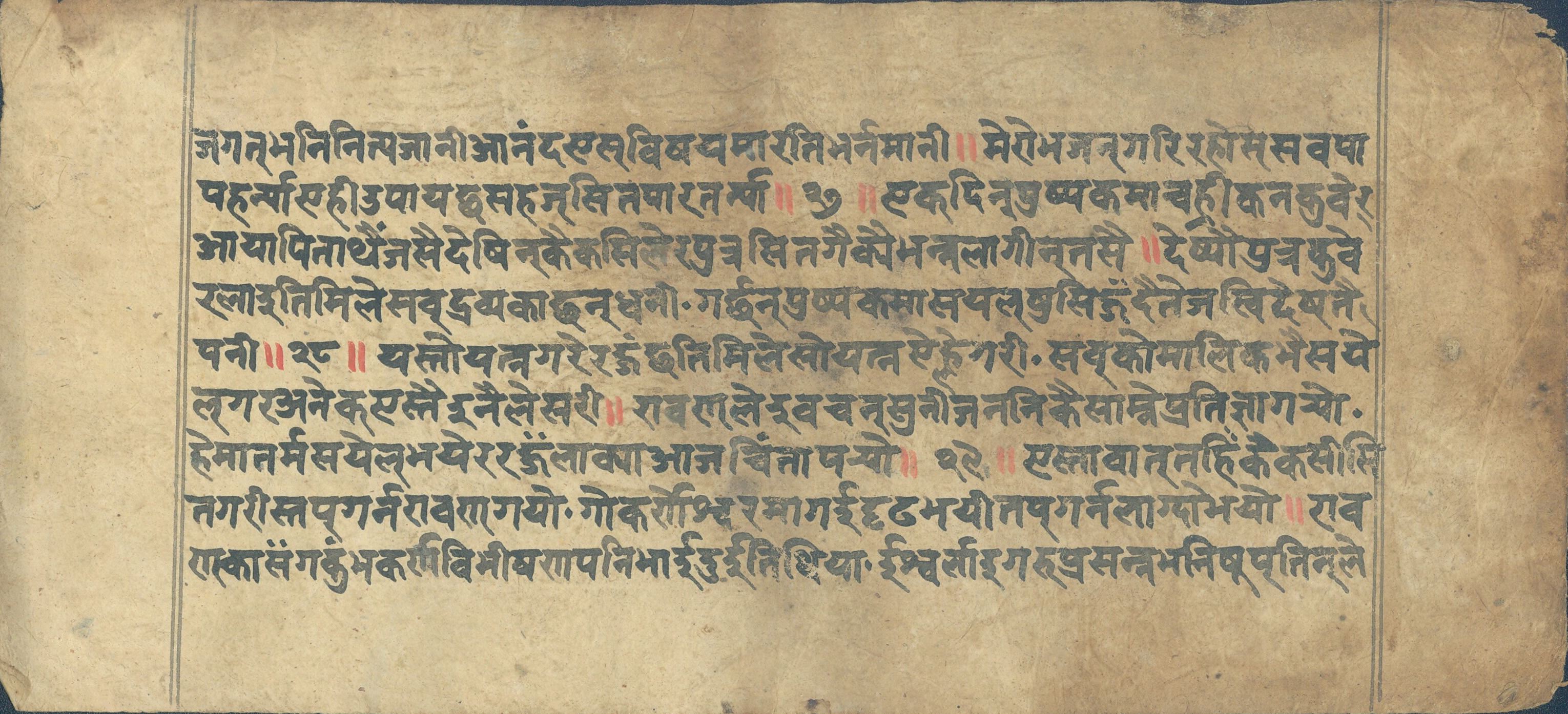
『バヌバクタ・ラーマーヤナ』の写本

この時期のネパール王国における外交・徴税・行政文書関連の「勅許（Lal Mohar）」では、標準化された散文のネパール語が用いられた。「勅許」のネパール語と現代語の間に、文法面や表記の面で大きな差異は見られない。若干の相違点として、現代語ではKari (करि)がGari (गरि)に変化している点、Hunu (हुनु) とcha (छ) が融合して huncha (हुन्छ) となった点が挙げられる。同時期の主要な文学作品としては、 『ラーマーヤナ』をサンスクリットから翻訳した、バヌバクタ・アーチャーリャの『バヌバクタ・ラーマーヤナ（en:Bhanubhakta Ramayana）』がある。『バヌバクタ・ラーマーヤナ』は、プリトビ・ナラヤン・シャハのネパール統一と並んで、ネパールに「文化的、情緒的、及び言語的統一」をもたらした作品と見做されている。

### 現代ネパール語
20世紀初頭のネパールを支配したラナ王朝においては、ネパール語を教育言語とするための様々な試みがなされた。デーブ・シャムシェル・ジャンガ・バハドゥル・ラナによるゴルカパトラの設立、チャンドラ・シャムシェル・ジャンガ・バハドゥル・ラナによる「ゴルカ語出版会（Gorkha Bhasa Prakashini Samiti）」（現在のサジャ出版）の設立はその一例である 。当時、ネパール語はヒンディー語やベンガル語に比べて文字に書かれることが少なかったものの、バラナシ及びダージリンといったインドの諸都市で始動したネパール語公用語化運動は、1951年の王政復古（en:1951 Nepalese revolution）後、ネパールにも波及した。1957年には、ネパール文学・文化・芸術・科学の発展振興を目的としたネパール・アカデミーが設立された。パンチャーヤト制下のネパールでは、「一人の国王、一つの衣装、一つの言語、一つの国家」が公定のイデオロギーとなり、ネパール語がネパール・ナショナリズムの基礎をなすものとして推進された。この時期にネパール語は黄金期を迎えることとなった。

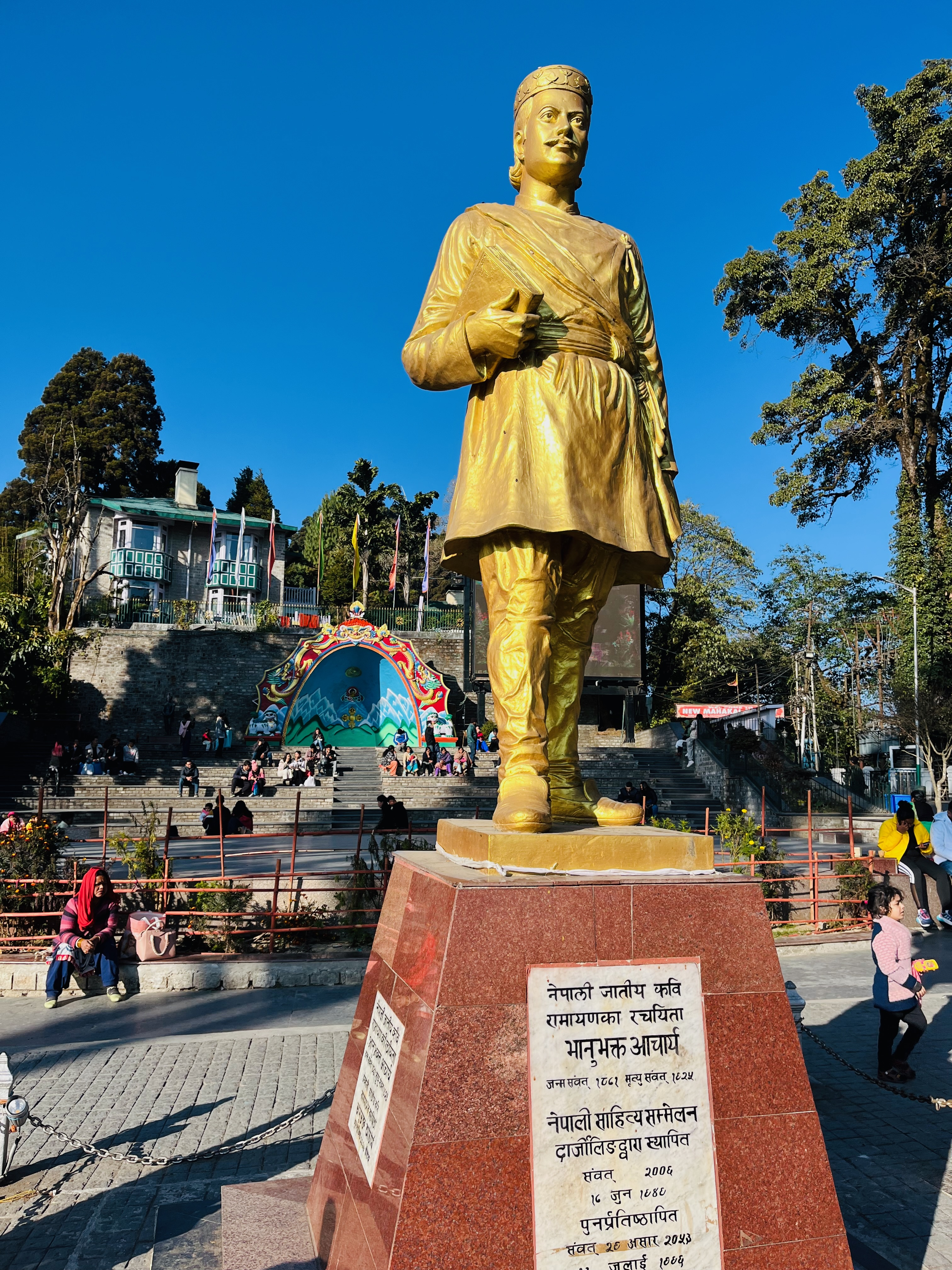
バヌバクタ・アーチャーリャの像、ダージリンのチョウラスタにて。

西ベンガル州においては、1961年にネパール語がダージリン、カリンポン及びカルシャンの公用語に加えられた。また、インドでは1980年前後に、ネパール語をインド憲法第8附則に定められた公用語とする運動が展開した。1977には、インド文学の振興期間であるサヒティア・アカデミがネパール語の文学を公式に受容した。インドに併合されたシッキムでは、「シッキム公用語法（Sikkim Official Languages Act）」により、ネパール語が公用語となっている。1992年8月20日には、インドの連邦議会下院（ローク・サバー）がネパール語を公用語に加える議案を可決した。

## 地理的分布

### ネパール
2011年の国勢調査によると人口の44.6%がネパール語を第一言語とし、32.8%が第二言語としている。

### インド
2011年の国勢調査には、292万6168人のネパール語話者がいると発表した。
| 州                           | ネパール語話者（2011年） | 増加率（2011年） |
| ---------------------------- | ------------------------ | ---------------- |
| 西ベンガル                   | 1,155,375                | 12.97%           |
| アッサム                     | 596,210                  | 5.56%            |
| シッキム                     | 382,200                  | 12.87%           |
| ウッタラーカンド             | 106,399                  | 16.86%           |
| アルナーチャル・プラデーシュ | 95,317                   | 00.42%           |
| ヒマーチャル・プラデーシュ   | 89,508                   | 27.37%           |
| マハーラーシュトラ           | 75,683                   | 19.22%           |
| マニプル                     | 63,756                   | 38.61%           |
| メーガーラヤ                 | 54,716                   | 4.91%            |
| ナガランド                   | 43,481                   | 27.06%           |
| ミゾラム                     | 8,994                    | 0.51%            |

### ブータン
ブータンのローツァンパと呼ばれるブータン語を母語としている人は人口の35%である。この中にはブータン難民が含まれており、その非公式推定値は30~40%と高く、南部の過半数（約204万2000人）を占める。

## 音韻論

### 母音
|      | 前舌  | 中舌  | 後舌  |
| ---- | ----- | ----- | ----- |
| 狭   | i [ĩ] |       | u [ũ] |
| 半狭 | e [ẽ] |       | o     |
| 半広 |       |       | ʌ [ʌ̃] |
| 広   |       | a [ã] |       |

ネパール語は6つの口母音と5つの鼻母音を区別する。/o/には対応する鼻母音が音素レベルでは存在しないものの、自由変異として[õ]となる場合がある。
二重母音は/ui̯/、/iu̯/、/ei̯/、/eu̯/、/oi̯/、/ou̯/、/ʌi̯/、/ʌu̯/、/ai̯/、/au̯/の10種類である。

### 子音
|            |        |        | 両唇    | 歯     | 歯茎      | そり舌  | 硬口蓋  | 軟口蓋 | 声門  |
| ---------- | ------ | ------ | ------- | ------ | --------- | ------- | ------- | ------ | ----- |
| 鼻         | 鼻     | 鼻     | m ⟨म⟩   |        | n ⟨न/ञ⟩   | (ɳ ⟨ण⟩) |         | ŋ ⟨ङ⟩  |       |
| 破裂、破擦 | 無声   | 無気音 | p ⟨प⟩   | t ⟨त⟩  | t͡s ⟨च⟩    | ʈ ⟨ट⟩   |         | k ⟨क⟩  |       |
| 破裂、破擦 | 無声   | 有気音 | pʰ ⟨फ⟩  | tʰ ⟨थ⟩ | t͡sʰ ⟨छ⟩   | ʈʰ ⟨ठ⟩  |         | kʰ ⟨ख⟩ |       |
| 破裂、破擦 | 有声   | 無気音 | b ⟨ब⟩   | d ⟨द⟩  | d͡z ⟨ज⟩    | ɖ ⟨ड⟩   |         | ɡ ⟨ग⟩  |       |
| 破裂、破擦 | 有声   | 有気音 | bʱ ⟨भ⟩  | dʱ ⟨ध⟩ | d͡zʱ ⟨/झ⟩  | ɖʱ ⟨ढ⟩  |         | ɡʱ ⟨घ⟩ |       |
| 摩擦       | 摩擦   | 摩擦   |         |        | s ⟨श/ष/स⟩ |         |         |        | ɦ ⟨ह⟩ |
| ふるえ     | ふるえ | ふるえ |         |        | r ⟨र⟩     |         |         |        |       |
| 接近       | 接近   | 接近   | (w ⟨व⟩) |        | l ⟨ल⟩     |         | (j ⟨य⟩) |        |       |

[j]、[w]はそれぞれ[i]、[u]の異音である。[j]、[w]、/ɦ/以外の子音には、対応する長子音が見られる。/ɳ/と/ʃ/は外来語の/baɳ/ बाण 「矢」や、/nʌreʃ/ नरेश 「王」などの外来語に現れる場合もあるが、ネパール語に元々存在する他の音素に置き換えられることもある。

## 文法
ネパール語は屈折語的な傾向が強く、語順は比較的自由であるものの、SOV型が優勢である。
名詞句は「（指示代名詞）＋（数詞-助数詞）＋（形容詞句）＋名詞＋（複数接尾辞）」という構造を取る（丸括弧内は必須ではない要素）。
文法関係や意味役割は、後置詞によって標示される。他動詞の完了形・過去形では、動作主が能格の-leをとる（分裂能格）。
動詞は、人称・性 (文法)・数 (文法)・時制・アスペクト・敬意のレベルなどにより語形変化する。
敬語には、下位・中位・上位の三段階が見られる。また、これとは別に、王族について述べるとき、あるいは王族自身が自らについて述べるとき使用される最高敬語が存在する。

## 方言
- Darjula (nep-dar)
- Soradi (nep-sor)
- Nepali (nep-nep)
- Gorkhali (nep-gor)
- Baitadi (nep-bai)
- Palpa (nep-pal)
- Bajurali (nep-bal)
- Acchami (nep-acc)
- Bajhangi (nep-bah)

## 文字
ネパール語はデーヴァナーガリーで書かれる。以下では、IASTとIPAの2つを並べて表示する。下付きのドットはそり舌音、マクロンは長母音、hは有気音，チルダは鼻母音を表す。

### 子音
| /kʌ/  | /kʰʌ/  | /ɡʌ/  | /ɡʱʌ/    | /ŋʌ/ |
| /t͡sʌ/ | /t͡sʰʌ/ | /d͡zʌ/ | / /d͡zʱʌ/ | /nʌ/ |
| /ʈʌ/  | /ʈʰʌ/  | /ɖʌ/  | /ɖʱʌ/    | /ɳʌ/ |
| /tʌ/  | /tʰʌ/  | /dʌ/  | /dʱʌ/    | /nʌ/ |
| /pʌ/  | /pʰʌ/  | /bʌ/  | /bʱʌ/    | /mʌ/ |
| /jʌ/  | /rʌ/   | /lʌ/  | /wʌ/     |      |
| /sʌ/  | /sʌ/   | /sʌ/  | /ɦʌ/     |      |

| /t͡sʰjʌ, ksʌ/ | /trʌ/ | /ɡjʌ/ | /ri/ |

### 母音
|                         | अ | आ | इ | ई | उ | ऊ | ए | ऐ  | ओ | औ  | अं  | अः   | अँ    |
| IAST                    | a | ā | i | ī | u | ū | e | ai | o | au | aṃ | aḥ  | am̐/ã |
| IPA                     | ʌ | a | i | i | u | u | e | ʌi̯ | o | ʌu̯ | ʌŋ | ʌɦʌ | ʌ̃    |
| 子音bで表される母音記号 | ब | बा | बि | बी | बु | बू | बे | बै  | बो | बौ  | बं  | बः   | बँ    |

昔は、カイティー文字で書かれたこともある。